# Priscila Souza
Priscila Souza de Jesus (Contagem, 29 de outubro de 1987), é uma voleibolista indoor brasileira, atuante na posição Central, com marca de alcance de 307 cm no ataque e 291 cm no bloqueio.

## Carreira
As primeiras modalidades que ela praticou na época da escola foram o handebol e basquete, depois, por incentivo de uma amiga fez um teste no projeto da Secretaria Municipal de Cultura, Esporte, Lazer e Turismo de (SELT) Contagem, e foi onde começou sua paixão pelo voleibol, e treinando visando uma carreira profissional ela iniciou pouco antes dos 15 anos de idade no Olympic Clube de Barbacena onde jogou durante quatro anos. Com dezoito anos de idade migra para São Paulo, teve passagem pelo Vôlei Futuro. Em 2007, atuou pela Carmen Steffens/Franca na edição do Campeonato Paulista e em 2008 também.
No período de 2009-10 foi atleta do São Bernardo/SP e foi vice-campeã da Liga Nacional de 2009 em Juazeiro do Norte disputando o Campeonato Paulista de 2009 e disputou a Superliga Brasileira A 2009-10 finalizando na décima colocação.
Em 2010, foi atleta da XV/Supricel/Amhpla/Selam. Disputou a Superliga Brasileira A 2010-11 pelo Guabifios/Brusque.
Foi contratada pelo Rio do Sul/Unimed/Delsoft para a disputa os Jogos Abertos Brasileiros (Jabs) de 2011 e conquistou o título do Campeonato Catarinense de 2011, e inédito título da Liga Nacional de 2011 em Volta Redonda e o acesso a Superliga Brasileira A 2011-12 que também disputou quando finalizou na décima posição.
Renovou com o Rio do Sul/Unimed/Delsoft na temporada 2012-13, disputou o Campeonato Catarinense de 2012. e conquistou o título e representou a cidade de Rio do Sil na 52ª edição dos Jogos Abertos de Santa Catarina (Jasc) de 2012 obtendo o ouro e também ajudou a equipe para avançar as quartas de final da Superliga Brasileira A 2012-13, competição na qual finalizou na oitava colocação.
No período 2013-14 foi sua última temporada como jogadora do Rio do Sul/Unimed/Delsoft, sendo campeã da edição dos Jasc em 2013 e campeã catarinense em 2013 e encerrou na décima terceira posição da Superliga Brasileira A 2013-14.
Na jornada de 2014-15 transfere-se para o Maranhão/CEMAR e disputou a Superliga Brasileira A correspondente. Em 2015, Uniara/Fundesport, disputou os Jogos Universitários do Estado de São Paulo (Série Diamante- Fase Estadual) e conquistou o título de forma invicta e anunciada para temporada 2015-16, disputar o Campeonato Paulista e com a alcunha Voleibol Nestlé Araraquara conquistou por este clube o título da Superliga Brasileira B de 2016, na ocasião foi a capitã da equipe.
Em 2016-17, foi contratada pelo Renata Valinhos/Country, o time não foi bem na Superliga Brasileira A e termina da décima segunda posição.No período 2017-18 é contratada pelo Brasília Vôlei Esporte Clube. Nas competições de 2018-19, foi jogadora do Curitiba Vôlei.
Na temporada de 2019-20 foi contratada pelo Esporte Clube Pinheiros e a jornada foi cancelada devido à Pandemia da COVID-19 e disputou a temporada 2020-21 por este clube, em ambas temporadas foi semifinalista no Campeonato Paulista.Transferiu-se pra o Itambém/Minas no período 2021-22, sendo vice-campeã do Campeonato Mineiro de 2021 e da Supercopa Brasileira de 2021, quarto lugar no Campeonato Mundial de Clubes de 2021 em Ancara, vice-campeã da Copa Brasil de 2022, da Superliga Brasileira A 2021-22 e do Campeonato Sul-Americano de Clubes de 2022 em Uberlândia.
Na jornada de 2022-23, permanece no Gerdau/Minas, sendo vice-campeã da Supercopa Brasileira de 2022 e campeã do Campeonato Mineiro de 2022, quarto lugar no Campeonato Mundial de Clubes de 2022 em Antália, campeã da Copa Brasil de 2023 e vice-campeã da Superliga Brasileira A 2022-23, também do Campeonato Sul-Americano de Clubes de 2022 em Uberlândia.E foi anunciada para o período de 2023-24 para atuar no Dentil/Praia Clube conquistando o título da Copa Brasília de 2023, atuando em vários funções, inclusive central, sagrou-se campeã do Campeonato Mineiro de 2023 e vice-campeã da Supercopa Brasileira de 2023.

## Títulos e resultados
- Campeonato Mundial de Clubes de 2022
- Campeonato Mundial de Clubes de 2021
- Supercopa Brasileira de 2024
- Supercopa Brasileira de 2023
- Supercopa Brasileira de 2022
- Superliga Brasileira A 2021-22
- Copa Brasil de 2024
- Copa Brasil de 2023
- Copa Brasil de 2022
- Superliga Brasileira A 2023-24
- Superliga Brasileira A 2022-23
- Campeonato Mineiro de 2023
- Campeonato Mineiro de 2022
- Campeonato Mineiro de 2024
- Campeonato Mineiro de 2021
- Copa Brasília 2024
- Copa Brasília 2023
- Superliga Brasileira B de 2016
- Liga Nacional de 2011
- Liga Nacional de 2009
- Campeonato Catarinense de 2013
- Campeonato Catarinense de 2012
- Campeonato Catarinense de 2011
- Jogos Universitários do Estado de São Paulo - Série Diamante de 2015
- Jasc de 2013
- Jasc de 2012